# Fire and Gasoline
Fire and Gasoline é o segundo e o último álbum de estúdio do músico britânico de punk Steve Jones, lançado em 1989. O álbum conta com a colaboração de Axl Rose, vocalista do Guns N' Roses na canção "I Did U No Wrong" e de Nikki Sixx, baixista do Mötley Crüe em "We're Not Saints". O álbum foi co-produzido por Ian Astbury do The Cult, além de fazer os backing vocais no álbum. Além disso o guitarrista do The Cult Billy Duffy toca a guitarra solo em "Get Ready".

## Lista de faixas
Todas as faixas escritas e compostas por Steve Jones, exceto onde anotado. 
| N.º            | Título                              | Música                                                                | Duração |  |
| 1.             | "Freedom Fighter"                   |                                                                       | 5:08    |  |
| 2.             | "We're Not Saints"                  | Jones, Terry Nails, Nikki Sixx                                        | 3:44    |  |
| 3.             | "God in Louisiana"                  | Jones, Tonio K                                                        | 4:48    |  |
| 4.             | "Fire and Gasoline"                 |                                                                       | 4:27    |  |
| 5.             | "Hold On"                           |                                                                       | 4:02    |  |
| 6.             | "Trouble Maker"                     | Angry Anderson, Dallas Royal, Gordon Leach, Jones, Nails, Peter Wells | 3:04    |  |
| 7.             | "I Did U No Wrong" (feat. Axl Rose) | Johnny Rotten, Jones, Glen Matlock, Paul Cook                         | 3:20    |  |
| 8.             | "Get Ready"                         | Ian Astbury, Jones                                                    | 4:23    |  |
| 9.             | "Gimme Love"                        |                                                                       | 4:18    |  |
| 10.            | "Wild Wheels"                       |                                                                       | 4:09    |  |
| 11.            | "Leave Your Shoes On"               | Astbury, Jones                                                        | 4:11    |  |
| 12.            | "Suffragette City"                  | David Bowie                                                           | 3:46    |  |
| Duração total: | Duração total:                      | Duração total:                                                        | 49:20   |  |

## Créditos
- Steve Jones - vocal, guitarra, backing vocal em "I Did U No Wrong"
- Billy Duffy - guitarra, guitarra solo em "Get Ready"
- Terry Nails - baixo, backing vocal
- Mickey Curry - bateria, percussão
- Ian Astbury - pandeiro, backing vocal, vocais em "I Did U No Wrong"

Músicos adicionais
- Axl Rose- vocais em "I Did U No Wrong"
- Nikki Sixx - vocais e baixo em "We're Not Saints"